# جودي بيلي
جودي بيلي (بالإنجليزية: Judy Bailey) هي ملحنة وعازفة بيانو نيوزيلندية، ولدت في 3 أكتوبر 1935 في أوكلاند في نيوزيلندا.